# 普里什蒂納車站
普里什蒂納車站是科索沃首都普里什蒂納的主要鐵路車站，由科索沃铁路經營，啟用於1936年。
普里什蒂納車站與北馬其頓首都斯科普里之間每日有國際列車開行。
在1999年科索沃戰爭期間，南斯拉夫軍隊利用普里什蒂納車站對當地的阿爾巴尼亞族居民進行了大規模的種族清洗。許多人被帶到火車上，目的是將他們驅逐到馬其頓邊界，在那裡他們被迫流放。